# Menecina
Menecina là một chi bướm đêm thuộc họ Erebidae.